# Not Fade Away/Little by Little
Not Fade Away/Little by Little è il terzo singolo dei The Rolling Stones, pubblicato nel Regno Unito nel 1964. 

## Descrizione
Il brano sul lato A è una cover di Not Fade Away, successo dei Crickets; negli Stati Uniti d'America venne pubblicato come secondo singolo il 6 marzo 1964 con il brano I Wanna Be Your Man come lato B.

## Tracce
Lato A
1. Not Fade Away – 1:45 (Charles Hardin/Norman Petty)

Lato B
1. Little by Little – 2:35 (Nanker Phelge/Phil Spector)